# Berryteuthis magister
Espèce
Statut de conservation UICN

 LC  : Préoccupation mineure

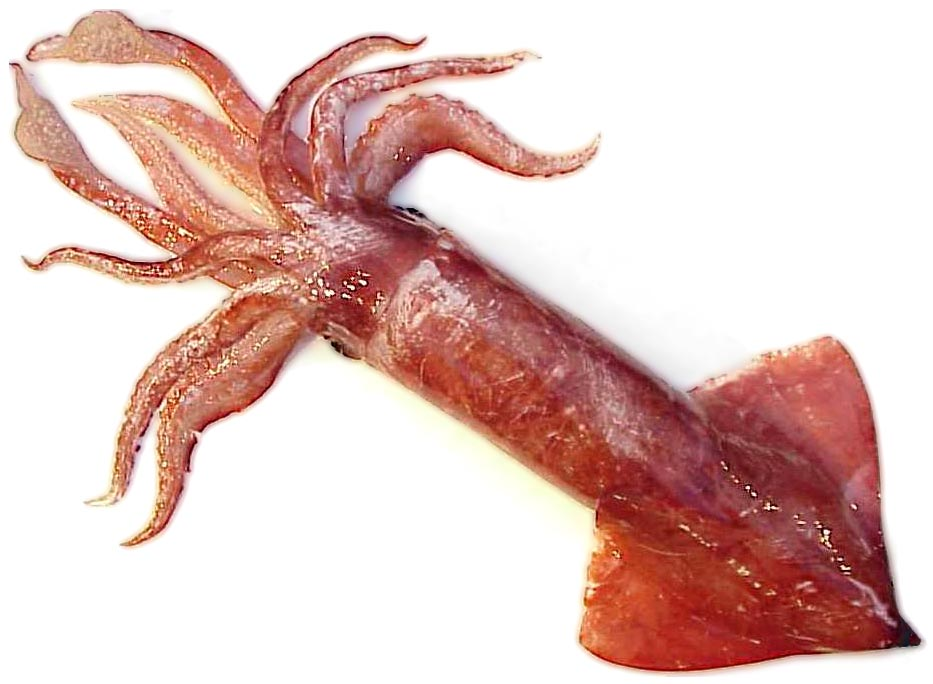

L'espèce Berryteuthis magister compte trois sous-espèces :
- Berryteuthis magister magister Berry, 1913
- Berryteuthis magister nipponensis T. Okutani et T. Kubodera, 1987
- Berryteuthis magister shevtsovi Katugin, 2000